# Prut
Prut (ukr. Прут, rum. Prut) je rijeka u istočnoj Europi dugačka 953 km. U antičko vrijeme rijeka je bila poznata pod imenom Pyretus ili Porata. Prut izvire na istočnoj padinama planine Hoverla, dijelu Karpatskog masiva u Ukrajini. Rijeka teče na jugoistok, i ulijeva se u Dunav kod grada Reni u Ukrajini, istočno od grada Galatija.
Prije 1940. i pripajanja Besarabije i sjeverne Bukovine Sovjetskom Savezu rijeka je gotovo cijelim tokom bila u Rumunjskoj. Danas je Prut granična rijeka, jer u dužini od 711 km, tvori granicu između Rumunjske i Moldove. Površina sliva rijeke je 27 500 km², od kojih se 10 990 km² nalazi u Rumunjskoj. Najveći grad na obalama Pruta je Černivci u Ukrajini. Na rijeci Prut podignuta je velika brana Stanca-Kontesti.

## Vanjske poveznice
|  | Zajednički poslužitelj ima još gradiva o temi Prut |